# Eugène Letendre
Pour les articles homonymes, voir Letendre.
Eugène Letendre, né le 10 août 1931 à Louvigné-du-Désert (Ille-et-Vilaine) et mort le 24 avril 2014, à Saint-Pair-sur-Mer (Manche), est un coureur cycliste professionnel français.

## Biographie
Il est professionnel de 1954 à 1963 et coéquipier de Jacques Anquetil.
Après sa carrière, il ouvre une entreprise de déménagement à Asnières-sur-Seine. Il est aussi propriétaire de chevaux (couleur blanche, manches mi-blanc mi-bleu, toque écartelée blanc et bleu) avec notamment Gold Magic.

## Palmarès
- 1954
  - Circuit des Deux Provinces
  - 3e étape du Circuit des Trois Provinces
  - 2e du Prix de Fougères
- 1955
  - Prix de Fougères
  - 3e étape du Circuit des Trois Provinces
  - 2e du Tour du Calvados
  - 2e du Circuit des Trois Provinces
- 1956
  - Grand Prix Michel-Lair
  - 2e du Tour de Normandie
- 1957
  - Grand Prix Michel-Lair

## Résultats sur les grands tours

### Tour de France
2 participations
- 1956 : abandon (8e étape)
- 1958 : abandon (10e étape)